# Aurora (película)
Aurora es una película chilena escrita y dirigida por Rodrigo Sepúlveda (Padre nuestro, 2006), producida por Caco & Forastero. Protagonizada por Amparo Noguera, Luis Gnecco, Francisco Pérez-Bannen y Mariana Loyola, la cinta está basada en la historia de Bernarda Gallardo, mujer de Puerto Montt que al leer en el diario que se había encontrado a un bebé muerto en un basurero, decidió darle un entierro digno.

## Sinopsis
Sofía (Amparo Noguera) es una profesora de la localidad de Ventanas (comuna de Puchuncaví), una ciudad industrial en la costa de Chile. Está en el proceso de adopción de un niño cuando lee las noticias acerca de un bebé hallado muerto en un vertedero. La mujer se obsesiona con el destino de la niña muerta, que ella llama Aurora, pero que carece de derechos legales para tener un nombre y para ser enterrada. Sofía inicia una lucha contra la burocracia que se convierte en un viaje íntimo hacia la transformación personal, con consecuencias devastadoras para su vida.

## Reparto
- Amparo Noguera como Sofía Olivari Claro.
- Luis Gnecco como Pedro.
- Mariana Loyola
- Francisco Pérez-Bannen como doctor Schultz.
- Jaime Vadell como Enrique Barría.
- Patricia Rivadeneira como Berta.
- Elsa Poblete como directora de colegio.
- Francisca Gavilán como psicóloga.
- María José Siebald como Carla.
- Daniela Ramírez como Jimena.
- Alfredo Castro como Santiago.
- Arnaldo Berríos como Hombre del basural.
- Emilia Noguera como Hija de Enrique.

## Estreno
Fue estrenada en el Festival Internacional de Cine de Busan, Corea del Sur, el 10 de octubre de 2014, y mostrada en el Sanfic, donde ganó el premio a la  mejor película. El estreno comercial en salas chilenas fue el 6 de noviembre de ese año.

## Premios
- Premio Cine en Construcción en el Festival de Cine de Toulouse.
- Premio Work in Progress en el Festival de Cine de Miami.
- Premio Especial Cine+
- Premio a la mejor película en el Santiago Festival Internacional de Cine 2014